# Keita Masuda
Keita Masuda (jap. 舛田 圭太, Masuda Keita; * 27. Februar 1979 in Kashima, Präfektur Ishikawa) ist ein Badmintonspieler aus Japan.

## Karriere
Masuda startete bei den Olympischen Sommerspielen 2000, 2004 und 2008. 2000 schied er im Herreneinzel nach einem Freilos in der 2. Runde gegen Xia Xuanze aus. Vier Jahre später ereilte ihn das gleiche Schicksal im Doppel mit Tadashi Ohtsuka, wo er ebenfalls nach Freilos in Runde 2 ausschied. 2008 schafften es beide bis ins Viertelfinale und wurden 5. Bei der Badminton-Weltmeisterschaft 2006 erreichten Ōtsuka und Masuda das Achtelfinale.
National waren beide bei der japanischen Badmintonmeisterschaft im Doppel 1998 und 1999 sowie 2003 und 2004 erfolgreich. Keita Masuda gewann zusätzlich noch die Herreneinzeltitel von 1998 bis 2002. Die Mixedwertung konnte er mit Miyuki Maeda von 2005 bis 2008 für sich entscheiden. Im Jahr 2000 gewann  er die  Giraldilla International gemeinsam mit Tadashi Ohtsuka.